# Brainerd (Kansas)
Pour les articles homonymes, voir Brainerd.
Brainerd est un secteur non constitué en municipalité du comté de Butler (Kansas), États-Unis.